# Tiziano Ramon
Tiziano Ramon (Treviso, 24 marzo 1971) è un ex calciatore italiano, di ruolo portiere.

## Carriera
Cresciuto nel vivaio del Montebelluna, passa nel alle giovanili del Piacenza; tra il 1989 e il 1991 ricopre il ruolo di vice di Paolo Bordoni prima e Rino Gandini poi, vincendo il campionato di Serie C1 1990-1991. Nel 1991 passa in prestito all'Atalanta, in cambio di Davide Pinato: chiuso da Fabrizio Ferron, non scende mai in campo, e torna quindi in Serie C1 con le maglie di Casarano e Carrarese.
Nel 1994 fa ritorno al Piacenza, questa volta in Serie B, sempre come portiere di riserva alle spalle di Massimo Taibi dopo il ritiro di Gandini: mai impiegato in campionato, disputa tutte le 4 partite della Coppa Anglo-Italiana 1994-1995. Dopo un'annata al Sandonà 1922, in Serie C2, passa al Treviso, con cui ottiene la promozione in Serie B nel campionato 1996-1997, alternandosi con Mauro Bacchin e stabilendo una lunga striscia di imbattibilità; riconfermato tra i cadetti, cede definitivamente il posto a Luca Mondini.
Prosegue la carriera tra Serie C1 e Serie C2 con Brescello (in prestito), Triestina (dove si alterna con Ivan Pelizzoli e ottiene una promozione in Serie C1 dopo i play-off) e Pavia, con cui viene nominato miglior portiere del campionato di Serie C2. Nel 2002 viene ingaggiato inizialmente dall'Alessandria: disputa solo le prime partite di Coppa Italia, prima che il contratto venga annullato a causa dei problemi finanziari dei piemontesi. Rientrato al Pavia, nel gennaio 2003 viene ceduto di nuovo alla Triestina, questa volta in Serie B, come terzo portiere dietro Angelo Pagotto e Andrea Pinzan. Grazie all'amicizia con Gianni De Biasi, nel 2003 viene ingaggiato dal Brescia, militante in Serie A, con un contratto a gettone in vista della Coppa Intertoto: scende in campo in due partite con i rumeni del Gloria Bistrița e una gara con gli spagnoli del Villarreal. Terminata l'esperienza europea, conclude la stagione in Serie D nel Bassano.
In seguito viene tesserato dall'Arezzo, in Serie B, e quindi passa al Venezia, in Serie C2. Nel 2006 ridiscende in Serie D con il Belluno, con cui disputa la prima parte di stagione; nel mercato invernale torna al Venezia, ma a causa della mancata cessione dell'altro portiere Rossi non viene mai convocato.

## Palmarès

### Club

#### Competizioni nazionali
- Campionato italiano di Serie B: 1

Piacenza: 1994-1995
- Campionato italiano Serie C1: 2

Piacenza: 1990-1991
Treviso: 1996-1997
- Serie C2: 1

Venezia: 2005-2006